# ザ☆ドラえもんズ ムシムシぴょんぴょん大作戦!
『ザ☆ドラえもんズ ムシムシぴょんぴょん大作戦！』（ザ ドラえもんズ ムシムシぴょんぴょんだいさくせん！）は、1998年に『ドラえもん のび太の南海大冒険』、『帰ってきたドラえもん』と同時に公開された日本のアニメ映画である。
ザ・ドラえもんズ映画の第3作。

## 概要
本作は『2112年 ドラえもん誕生』の番外編にあたり、ドラえもんズのロボット学校在籍時のストーリーとなっている。そのため、本作のドラえもんは黄色い姿で登場する他、親友テレカが映画作品で初めて未使用となった。
前2作と同様、本作でもひみつ道具がほとんど使用されない状況下でストーリーが展開されていく。
この年から感動中編を加えた3本立てになったことから、前作（30分）と比べ時間が（16分）に半減し、その関係で内容も本作からドタバタ色が強くなっている。
田中道明と三谷幸広におけるコミック版も存在する（前者は単行本化されており、後者は単行本未収録であり結末はカットされている）。内容はほとんど映画と同じだが、田中版ではヤゴロボが成長するシーンで親友テレカを使用していたり、三谷版では失格者は落第からスクラップにされるに変更されている。

## あらすじ
これはドラえもんがまだ耳を失わず、黄色い体で声変わりする前だったころの話である。
ザ・ドラえもんズは生徒達と共にロボット学校の卒業を控えた修学旅行を楽しんでいた。
しかし最終日、校長から「ムシロボットと2人1組で日没までに学校に辿り着く」という卒業試験を発表される。しかもひみつ道具は使用禁止で、失格者は落第。
ドラえもんズら、ロボット学校の生徒達は大慌てでムシロボットを選び、学校を目指すが、いつもマイペースなドラニコフが選んだのは、のんびりしたヤゴロボット。クラスメートのモモ達にからかわれつつ、仲間たちの危機を通りすがりに救いながらも、まったりと進んでいた。

## 声の出演
ドラニコフ
声 - 桜井敏治
本作の主役。のんびりした性格のため、ヤゴロボットとペアを組む。モモがタガメロボに絡まれた時にオオカミに変身して助けた。その後、トンボロボに乗って学校に向かった時に口から炎を吐いてブレーキをかけた。
ヤゴロボット→トンボロボット
声 - 田村ゆかり
ヤゴ型ロボット。ドラニコフとコンビを組む。ヤゴなので川を泳いで進むのだが、流れていく丸太よりも遅い。クモロボに捕らわれたドラえもん・キッド・ドラメッド、渦潮に巻き込まれたマタドーラ・王ドラ・ドラリーニョを助けた。タガメロボ撃退後は、非常に速いスピードで飛ぶトンボ型ロボットに成長していった。
モモ
声 - 川上とも子
ドラえもんズのロボット学校の同級生で、女子高生風のロボット。アメンボロボットとペアを組んでいる。
最初はドラニコフの事を馬鹿にしていたが、タガメロボ達に果敢に挑む姿を見て、考えを改める。EDでは彼にキスした。
ドラ・ザ・キッド
声 - 難波圭一
高い所が苦手だがスピードを優先してミツバチロボットとペアを組む。途中で食事をして、学校のことを忘れて遅れてしまう。EDの卒業試験を合格した祝いにおいても、相変わらず食事をしていた。
王ドラ
声 - 林原めぐみ
ジャンプ力があるバッタロボットとペアを組む。昼寝をしているエル・マタドーラを抜くが油断したため、ジャンプしすぎて飛行機にぶつかってしまい、結局遅れてしまう。
エル・マタドーラ
声 - 中尾隆聖
自分と同じパワーが高いカブトムシロボットとペアを組む。リードしたため油断をし、ゴール手前でシエスタしてしまい、他のメンバー共々遅れてしまう。
ドラメッド三世
声 - 佐藤正治
テントウムシロボットとペアを組む。テントウムシロボットは回転しながら動くため、目を回してしまいなかなか学校に到着しない。
ドラリーニョ
声 - 鈴木みえ
ダンゴムシロボットとペアを組む。スピード違反で検挙されてしまったため、ゆっくりと学校に到着した。
ドラえもん
声 - 横山智佐
モンシロチョウロボットとペアを組む。『2112年 ドラえもん誕生』以来、3年ぶりに黄色い姿で登場。黄色い姿としては今作が『ザ・ドラえもんズ』映画シリーズ最後の出演作となった。
持ち前の性能の悪さが災いし、クモロボにキスをされたり、砂漠や北極など道に迷ってしまう。
寺尾台校長
声 - 永井一郎
修学旅行最終日に生徒達に不意打ちで卒業試験を課して大いに慌てさせる。一方で最後はモモ達を助け、捕まったドラニコフを助けに行った為に制限時間に間に合わなかったドラえもんズを特別に合格させた（自身の禿頭を擦って輝かせ、疑似的に日中に到着した扱いとした）。
クモロボ
声 - 大友龍三郎
ドラえもん・キッド・ドラメッドを捕獲していたクモ型ロボット。オネエ口調をしている。
クモの巣で3人を拘束してドラえもんにキスをしていたが、ドラニコフにクモの巣を破られ逃げられてしまい、その後降雨を察知して退却した。
タガメロボ
声 - 緑川光（リーダー）、岩永哲哉
本作の悪役で、3匹のタガメ型不良ロボット達。モモたちをナンパし、強引に迫る。「〜じゃん」が口癖。映画ではキッド・マタドーラ・王ドラ・ドラリーニョの総攻撃で倒されたが、漫画ではドラえもんズ全員によって倒されている。
警官
声 - 柳沢栄治
ドラリーニョとダンゴムシロボットをスピード違反をしたとして検挙した。
女子ロボット
声 - 永島由子、雪乃五月
モモと一緒にいる女子高生風ロボット。アメンボロボットとペアを組んでいる。

## スタッフ
- 原作 - 藤子・F・不二雄
- 監督 - 米谷良知
- 脚本 - 寺田憲史、米谷良知
- 演出 - 羽生尚靖
- 作画監督 - 高倉佳彦
- 美術監督 - 明石聖子
- 撮影監督 - 熊谷正弘
- 録音監督 - 大熊昭
- 音楽 - 宮崎慎二
- 編集 - 岡安肇
- 動画チェック - 原佳寿美
- 色彩設計 - 照屋美和子
- 原画 - 佐々木正勝、林静香、原勝徳、高倉佳彦、千葉ゆみ、辻繁人、松井理和子
- 動画 - 池ノ谷安夫、中村久子、松田章子、奈良岡光、米谷英子
- 彩色 - スタジオキリー、ベガエンタテイメント
- 特殊効果 - 前川孝
- リスマスク - マキ・プロ
- アニメーション協力 - ベガエンタテイメント
- 背景 - スタジオユニ
- 撮影 - 東京アニメーションフィルム
- 編集 - 小島俊彦、中葉由美子、村井秀明、川崎晃洋、三宅圭貴
- 効果 - 松田昭彦（フィズサウンドクリエイション）
- 録音スタジオ - APUスタジオ
- ミキサー - 内山敬章
- アシスタントミキサー - 田口信孝
- 音響制作 - オーディオプランニングユー
- 音響制作デスク - 小澤恵
- 音楽協力 - 齋藤裕二、立原一
- 技術協力 - 森幹生
- タイトル - 道川昭
- 現像 - 東京現像所
- プロデューサー - 増子相二郎、木村純一、梶淳
- 制作協力 - 藤子プロ、ASATSU
- 制作 - シンエイ動画、小学館、テレビ朝日

## 主題歌
- 「君にいてほしい」

作詞・作曲・編曲 - 高見沢俊彦、歌 - 神崎ゆう子
元々はミュージカル『ドラえもんミュージカル のび太の恐竜』のテーマソング及びゲーム『ドラえもん 友情伝説ザ・ドラえもんズ』のエンディングテーマとして使われていた曲。
歌詞はラスト部分のみ使用。

## 受賞歴
- 第16回ゴールデングロス賞優秀銀賞[2]。